# Zvonimir Cimermančić
Zvonimir Cimermančić (Zagreb, 26. kolovoza 1917. – Zagreb, 17. svibnja 1979.), hrvatski nogometni reprezentativac

## Klupska karijera
Napadač, igrao za klubove: Concordia Zagreb, Slavija Varaždin, Građanski Zagreb, Lokomotiva Zagreb i Dinamo Zagreb.

## Reprezentativna karijera
Nastupio 9 puta za "A" i 1 put za "B" sastav Jugoslavije, za koju je postigao i tri pogotka, a za hrvatsku nogometnu reprezentaciju 17 puta, te postigao 8 golova. Sudionik je Olimpijskih igara 1948. u Londonu, gdje osvaja srebrno odličje.